# Chelodamus mexicolens
Chelodamus mexicolens är en spindeldjursart som beskrevs av R. V. Chamberlin 1925. Chelodamus mexicolens ingår i släktet Chelodamus och familjen blindklokrypare. Inga underarter finns listade i Catalogue of Life.